# Kanton Ingwiller
Kanton Ingwiller (fr. Canton d'Ingwiller) je francouzský kanton v departementu Bas-Rhin v regionu Grand Est. Tvoří ho 75 obcí. Zřízen byl v roce 2015.

## Obce kantonu
| - Adamswiller - Altwiller - Asswiller - Baerendorf - Berg - Bettwiller - Bischholtz - Bissert - Burbach - Bust - Butten - Dehlingen - Diedendorf - Diemeringen - Domfessel - Dossenheim-sur-Zinsel - Drulingen - Durstel - Erckartswiller - Eschbourg - Eschwiller - Eywiller - Frohmuhl - Gœrlingen - Gungwiller | - Harskirchen - Herbitzheim - Hinsbourg - Hinsingen - Hirschland - Ingwiller - Keskastel - Kirrberg - Lichtenberg - Lohr - Lorentzen - Mackwiller - Menchhoffen - Mulhausen - Neuwiller-lès-Saverne - Niedersoultzbach - Oermingen - Ottwiller - Petersbach - La Petite-Pierre - Pfalzweyer - Puberg - Ratzwiller - Rauwiller - Reipertswiller | - Rexingen - Rimsdorf - Rosteig - Sarre-Union - Sarrewerden - Schillersdorf - Schœnbourg - Schopperten - Siewiller - Siltzheim - Sparsbach - Struth - Thal-Drulingen - Tieffenbach - Vœllerdingen - Volksberg - Waldhambach - Weinbourg - Weislingen - Weiterswiller - Weyer - Wimmenau - Wingen-sur-Moder - Wolfskirchen - Zittersheim |